# Dasho Shkreli
Dasho Mustafa Shkreli, född 1815, död 1840, var en albansk patriot och frihetsskämpe från Shkodra som stred mot Osmanska och Montenegrinska styrkor i slaget om Spuz och under Tanzimatreformen. Dasho Shkreli var son till Hasan Shkreli, från Shkreli i Malesia och hade tre bröder: Kasemin, Cafin och Sefon. Bröderna stred med Hamze Bey Kazazi 1835 under den anti-osmanska revolutionen. Dasho Shkreli stupade vid slaget i Spuz mot montenegrinska styrkor.

## Bakgrund
Shkreli var från Shkrelistammen. Under Bushati-dynastin i Albanien utkämpades ofta strider mellan albanska malesorer och montenegrinska styrkor. Shkrelis stam hade sedan 1600-talet stridit mot osmanska styrkor och från senare halvan av 1800-talet även mot montenegrinska invasioner.

## Slaget vid Spuz
Under slaget stred Shkreli med sina bröder och Nazuf Disdari (1790-1840) mot montenegrinska styrkor.
. Under marschen till slottet vid Spuz avfyrade Shkrelis vänner sina gevär i luften. Beqir Begu, en inflytelserik albansk borgmästare, förolämpade Shkreli genom att påstå att hans män bara vågade skjuta i luften. Shkreli svor att han skulle strida till döds och sända montenegrinerna tillbaka till Danilovgrad. Dasho stupade med sina bröder och utropades som en "folkets hjälte".